# Eudorella flokkeri
Eudorella flokkeri is een zeekommasoort uit de familie van de Leuconidae. De wetenschappelijke naam van de soort is voor het eerst geldig gepubliceerd in 2011 door Mühlenhardt-Siegel.